# かりんとう (ギターデュオ)
かりんとうは、SeanNorthのギタリストでもあるムーチョとイワチャンによるギターデュオ。
グループ名の由来は、二人の練習場の近くに漫画「ドラゴンボール」に出てくる神様の住まい「かりんとう」にそっくりの給水塔があることから。

## 作品
- ポップな“眼鏡”とシックな“お髭”（2010年）